# Thyreodon ferrugineus
Thyreodon ferrugineus är en stekelart som beskrevs av Hooker 1912. Thyreodon ferrugineus ingår i släktet Thyreodon och familjen brokparasitsteklar. Inga underarter finns listade i Catalogue of Life.